# Lars-Åke Andersson
Lars-Åke Andersson – szwedzki żużlowiec.
Czterokrotny finalista indywidualnych mistrzostw Szwecji (najlepsze wyniki: Vetlanda 1976 i Kumla 1979 – dwukrotnie VII miejsca). Dwukrotny medalista mistrzostw Szwecji par klubowych: srebrny (1979) oraz brązowy (1977).
Reprezentant Szwecji na arenie międzynarodowej. Brązowy medalista drużynowych mistrzostw świata (Londyn 1976). Wielokrotny uczestnik eliminacji indywidualnych mistrzostw świata (najlepszy wynik: Vetlanda 1979 – VI miejsce w finale szwedzkim; awans do finału skandynawskiego jako zawodnik rezerwowy).